# سرخ‌باله دماغه‌ای شرقی
سرخ‌باله دماغه‌ای شرقی (نام علمی: Pseudobarbus afer) نام یک گونه از سرده ریشک‌ماهی‌نماها است.